# Maria del Mar Parera i Olivé
Maria del Mar Parera Olivé (Barcelona, 18 de setembre de 1978) és una jugadora de waterpolo catalana, ja retirada.
Membre del CE Mediterrani, va guanyar cinc Lligues catalanes, sis Lligues espanyoles i cinc Copes de la Reina. Internacional amb la selecció espanyola en vuitanta-nou ocasions entre 1995 i 2004, va participar en tres Campionats d'Europa (1999, 2001, 2003) i un Campionat de Món (1998). Posteriorment, ha exercit com a entrenadora de waterpolo en categories de formació a l'UE Horta. Entre d'altres distincions, va rebre la medalla de bronze (1998) i d'or (2001) de serveis distingits de la Reial Federació Espanyola de Natació.

## Palmarès
- 6 Lliga espanyola de waterpolo femenina: 1994-95, 1995-96, 1996-97, 1997-98, 1998-99, 2002-03
- 5 Copa espanyola de waterpolo femenina: 1996-97, 1997-98, 1998-99, 1999-00, 2002-03
- 5 Lliga catalana de waterpolo femenina: 1995-96, 1996-97, 1997-98, 1998-99, 1999-00